# Paramulona schwarzi
Paramulona schwarzi är en fjärilsart som beskrevs av William D. Field 1951. Paramulona schwarzi ingår i släktet Paramulona och familjen björnspinnare. Inga underarter finns listade i Catalogue of Life.